# Seseli varium
Seseli varium är en flockblommig växtart som beskrevs av Vittore Benedetto Antonio Trevisan de Saint-Léon. Seseli varium ingår i släktet säfferötter, och familjen flockblommiga växter. Inga underarter finns listade i Catalogue of Life.